# Eddy Ryssack
Eddy Ryssack (Borgerhout, 20 maart 1928 - Ronse, 8 januari 2004) was een Belgisch striptekenaar en tekenfilmanimator. Ryssack zette zich als oprichter en eerste voorzitter van de Vlaamse Onafhankelijke Stripgilde en als eerste directeur van het Belgisch Centrum voor het Beeldverhaal ook actief in voor zijn collega’s. 

## Biografie

### Humo en animatiefilms
Ryssack werkte eerst bij een verzekeringskantoor en werd vervolgens aangenomen als illustrator bij weekblad Humo in 1953. Daar maakte hij samen met Johan Anthierens "Kapitein Matthias", gebaseerd op de gelijknamige televisiereeks Schipper naast Mathilde.
In 1959 richtte Ryssack Television Animation Dupuis (TVA Dupuis) op, de animatiefilmstudio van de uitgever van onder andere Humo en stripblad Robbedoes. Ryssack regisseerde onder meer de eerste filmpjes van "De Smurfen". Datzelfde jaar maakt hij zijn eerste strips voor Robbedoes, veelal kortverhalen met scenario’s van onder meer Maurice Rosy, Jacques Devos, Lucien De Gieter en Yvan Delporte.
Bij TVA Dupuis realiseerde Ryssack ook de korte films “Teeth is money” (1962), “De kapitale krokodil” (1964) en “Cinema man” (1966).

### Zelfstandig auteur en directeur van Stripgilde
De tekenaar verliet de animatiestudio in 1968 en werd zelfstandig stripauteur in 1970, wanneer hij de piratenstrip "Brammetje Bram" creëerde voor het Nederlandse blad Sjors. De reeks werd ook in Frankrijk en Duitsland gepubliceerd. Voor Eppo maakte Ryssack "Opa", een gagreeks over het leven van enkele energieke oudjes in het rusthuis. Daarnaast tekende hij ook voor Tintin en Pilote en schreef hij verhalen voor "Annie en Peter" van Jean-Pol, met wie hij in 1978 de Vlaamse Onafhankelijke Stripgilde oprichtte. 
Ryssack was ook de eerste voorzitter van de Stripgilde en de eerste directeur van het Belgisch Centrum voor het Beeldverhaal.
Eind jaren tachtig focuste Ryssack zich op reclame en grafische vormgeving. Vanwege gezondheidsproblemen moest hij in 1994 stoppen met tekenen.

### Overlijden
Eddy Ryssack overleed begin 2004 op 75-jarige leeftijd na een langdurige ziekte.